# Ржавка (приток Снова)
Ржавка — правый приток Снова, протекающий по Климовскому району (Брянская область, Россия).

## География
Длина — около 11 км.
Русло извилистое. У истоков русло пересыхает. Пойма занята лугами и заболоченными участками, лесом (в нижнем течении). В долине реки есть месторождения торфа. В верховье создан пруд (село Сытая Буда).
Берёт начало севернее села Великогайский (Климовский район). Река течёт на северо-восток, в нижнем течении делает поворот и течёт на север. Впадает в Снов северо-западнее села Засновье (Климовский район).
Населённые пункты на реке (от истока к устью):
Климовский район
1. Сытая Буда
2. Первомайский